# Esteban Matías Cambiasso Deleau
Esteban Matías Cambiasso Deleau (Buenos Aires, 18 d'agost de 1980) conegut futbolísticament com a Esteban Cambiasso és un ex-futbolista internacional argentí (va jugar a diversos clubs europeus com a centrecampista i va ser internacional amb la selecció argentina). Es va retirar el 2017 per fer d'entrenador. En aquesta faceta, ha estat segon de José Pékerman a la selecció colombiana.

## Referències

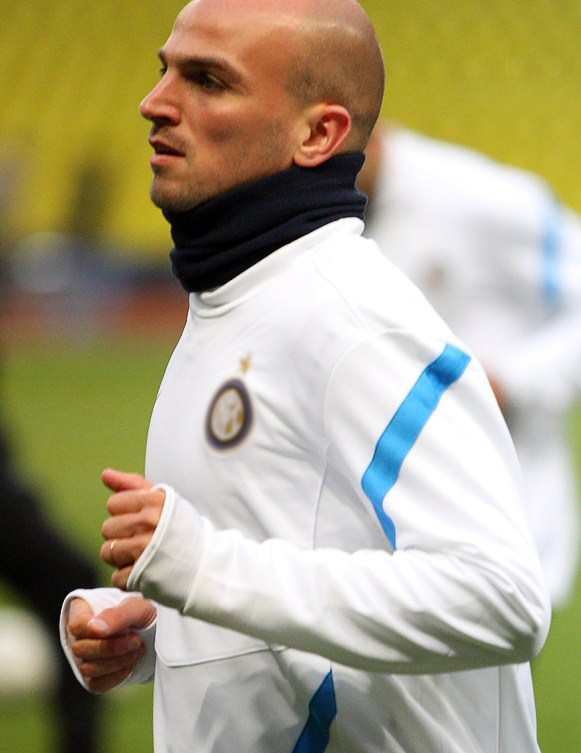
Cambiasso el 2011.